# NGC 5533
NGC 5533 је спирална галаксија у сазвежђу Волар која се налази на NGC листи објеката дубоког неба.
Деклинација објекта је + 35° 20' 38" а ректасцензија 14h 16m 7,4s. Привидна величина (магнитуда) објекта NGC 5533 износи 11,9 а фотографска магнитуда 12,7. Налази се на удаљености од 50,870 милиона парсека од Сунца. NGC 5533 је још познат и под ознакама UGC 9133, MCG 6-31-89, CGCG 191-72, IRAS 14140+3534, PGC 50973.